# Barbara Węglarska
Barbara Węglarska (ur. 20 lutego 1922 w Łazach, zm. 2 października 2020) – polska zoolog, entomolog, pracownik naukowy Uniwersytetu Jagiellońskiego.

## Życiorys
W 1951 ukończyła studia na Uniwersytecie Jagiellońskim. W 1960 obroniła pracę doktorską, w 1968 uzyskała stopień doktora habilitowanego, w 1984 tytuł profesora nadzwyczajnego, w 1990 tytuł profesora zwyczajnego. W latach 1948–1992 była pracownikiem Instytutu Zoologii UJ.
W swojej pracy naukowej zajmowała się morfologią i histologią owadów, badała także niesporczaki. Opisała kilka gatunków zwierząt:  Bryodelphax tatrensis (1959), Astatumen bartosi (1959), Pseudechiniscus bartkei (1962), Macrobiotus ariekammensis (1965), Macrobiotus potockii (1968), Amphibolus smreczinskii (1970), Itaquascon pawlowskii (1973), Itaquascon mongolicus (2002 – z Łukaszem Kaczmarkiem i Łukaszem Michalczykiem), Macrobiotus sklodowskae (2006 – z Łukaszem Kaczmarkiem i Łukaszem Michalczykiem), jej imieniem nazwano trzy gatunki: Bertolanius (Amphibolus) weglarskae (1972), Bryodelphax weglarskae (1972) i Minibiotus weglarskae (2005).
W 1970 została odznaczona Złotym Krzyżem Zasługi, w 1985 Krzyżem Kawalerskim Orderu Odrodzenia Polski, w 1992 Medalem Komisji Edukacji Narodowej.